# Кардосо Гонсалес, Хосе Педро
Хосе Педро Кардосо (исп. José Pedro Cardoso González; род. 14 июля 1975, Роча) — уругвайский футболист, выступавший на позиции нападающего. Лучший игрок в истории футбольного клуба «Роча».

## Биография
Начал играть в футбол с раннего возраста — трёх лет. Долгое время занимался футболом в родном городе и лишь в 21 год дебютировал за профессиональный клуб «Уракан Бусео» из Монтевидео, хотя ещё в 1992 году 16-летним Кардосо заинтересовалась «Бока Хуниорс», однако подписание контракта сорвалось в самый последний момент.
В 1997 году Кардосо выступал за «Колон» из Монтевидео. Тогда у Кардосо родилась дочь с синдромом дауна (от второго брака; от первого брака есть три здоровые дочери) и большую поддержку футболисту и его семье оказал тренер «Колона» Хорхе Хименес.
С 1998 года Кардосо выступал за команду родного города «Лавальеха», а когда в 1999 году был образован путём слияний всех полупрофессиональных и любительских клубов департамента единый профессиональный ФК «Роча», Кардосо автоматически стал игроком этой команды. Довольно быстро этот клуб поднялся по иерархической лестнице в футболе страны и все успехи «небесно-голубых» были неразрывно связаны с именем Кардосо, уровень мастерства которого, казалось, рос вместе с самим подъёмом клуба. В 2003 году команда пробилась в Высший дивизион чемпионата Уругвая. Первый гол в истории «Рочи» в элитном дивизионе забил именно Кардосо.
Но звёздный час «Рочи» и Кардосо настал в 2005 году. Провинциальный клуб сумел выиграть Апертуру (первую стадию) чемпионата страны сезона 2005/06, что автоматически сделало команду, по крайней мере, вице-чемпионом Уругвая, поскольку за титул должны бороться победители Апертуры и Клаусуры. В итоге «Роча» уступила «Насьоналю», но это было уже в 2006 году, а по итогам всего календарного 2005 года лидер «Рочи» Кардосо был признан лучшим игроком чемпионата Уругвая. Также в сезоне 2005/06 футболист завоевал звание лучшего бомбардира чемпионата Уругвая. При этом, ещё в конце 2004 года Кардосо задумывался об отъезде в ОАЭ на «лёгкие заработки», а в итоге у 19 номера «Рочи» и у самой команды выдался лучший сезон в истории.
В 2006 году «Роча» дебютировала в Кубке Либертадорес. Кардосо в 6 матчах группового турнира отметился 3 забитыми голами, став лучшим бомбардиром в истории клуба на международной арене. Всего в чемпионатах Уругвая в Высшем дивизионе за «Рочу» Кардосо отметился 56-ю голами, что также является рекордом клуба.
Игра Кардосо привлекла к себе внимание легендарного уругвайского клуба — «Пеньяроля», — и перед таким предложением футболист не смог устоять. Апертуру 2006 Кардосо провёл в чёрно-жёлтой футболке. Возвращение же в «Рочу» в Клаусуре не помогло уберечь клуб от вылета из элиты. Вторую половину 2007 года Кардосо начал уже в составе «Ривер Плейта» из Монтевидео.

## Титулы и достижения
- Лучший бомбардир чемпионата Уругвая: 2005/06
- Победитель Апертуры чемпионата Уругвая: 2005
- Футболист года в Уругвае: 2005